# ベイ・シティ・ブルース
『ベイ・シティ・ブルース』は、宝塚歌劇団によって制作されたミュージカル作品。花組公演。宝塚・東京における本公演と中日公演の形式名は「ミュージカル」。宝塚・東京における本公演と中日公演は17場。作・演出は小池修一郎。宝塚・東京における本公演と中日公演の併演作品は『イッツ・ア・ラブ・ストーリー』。

## 公演期間と公演場所
- 1993年8月6日 - 9月13日（新人公演：8月24日）　宝塚大劇場[1][3]
- 1993年12月2日 - 12月26日（新人公演：12月14日）　東京宝塚劇場[2][3]
- 1994年2月1日 - 2月13日　名古屋・中日劇場[4]

## ストーリー
※『宝塚歌劇100年史（舞台編）』の宝塚大劇場公演参考。
1940年代後半のアメリカ合衆国・西海岸の大都市を舞台に展開するマフィア版「ハムレット」。大都市の陰の帝王の家に生まれた青年が経験する愛と葛藤の物語。これを当時のスイングジャズやブルースに乗せて描いている。
エルノシア一家の首領が暗殺され、息子のハーヴェイJr.は除隊して帰郷。父の葬儀で後妻のグロリア、幼馴染みのレオナード、その妹のオリヴィアと再会する。ハーヴェイはオリヴィアと恋に落ちるが、ある夜、父の亡霊が現れ、彼の運命を変える。

## スタッフ
※氏名の後ろに「宝塚」「東京」「中日」の文字がなければ全劇場共通。
- 作曲・編曲：吉田優子[1][4]/甲斐正人[1][4]
- 音楽指揮：岡田良機（宝塚）[1]、清川知巳（東京）[2]
- 録音音楽指揮：岡田良機（中日）[4]
- 振付：尚すみれ[1][4]/前田清実[1][4]
- 装置：大橋泰弘[1][4]
- 衣装：任田幾英[1][4]
- 照明：勝柴次朗[1][4]
- 音響：加門清邦[1][4]
- 小道具：伊集院徹也[1][4]
- 効果：三尾典正[1][4]
- 演出助手：中村一徳[8][4]/加藤誠[6][4]
- 装置補：新宮有紀[6][4]
- 衣装補：有村淳[6][4]
- 舞台進行：赤坂英雄[6][4]
- 制作：久保孝満[6][4]
- 製作担当：津村健二（東京）[2]

## 主な配役

### 宝塚・東京
※氏名の前に「宝塚」、「東京」の文字がなければ両劇場共通。「（）」は新人公演・配役（主な人物のみ）。
- ハーヴェイJr.(キング・ハーヴェイの息子。父の死が暗殺であることを知り、復讐を決意する) - 安寿ミラ [6]（匠ひびき [3]）
- オリヴィア(ペリーの娘。ハーヴェイと恋に落ちる) - 森奈みはる [6]（月影瞳 [3]）
- レオナード(オリヴィアの兄で、ハーヴェイJr.とは幼馴み) - 真矢みき [6]（夏城令 [3]）
- ホールデン(ハーヴェイJr.の級友。今は刑事をしている) - 愛華みれ [6]（初風緑 [3]）
- クラーク(キングの補佐役で、キング亡き後はファミリーの実権を握る) - 海峡ひろき [6]（香織ゆたか [3]）
- キング・ハーヴェイ(夜の街の帝王で、エルシノア一家の首領) - 磯野千尋 [6]（貴月あゆむ [3]）
- ペリー(クラークの配下) - 未沙のえる [6]
- エレノア(ペリーの妻) - 一原けい [6]
- グロリア(キング・ハーヴェイの後妻) - 美月亜優 [6]（妃宮玲子 [3]）
- エリック(キング・ハーヴェイの腹心) - 天地ひかり [6]
- ヘレン(エリックの妻) - 町風佳奈 [6]
- ダイアナ(クラブの歌姫。レオナードの恋人) - 詩乃優花 [6]（渚あき[3]）
- マクガバン(市警察当局長) - 宝塚：宝樹芽里 [6]、東京：箙かおる [2]
- エリザベス(ホールデンの恋人) - 渚あき [6]
- ファルコ(エルシノア一家と対立するブラス一家の首領の息子) - 紫吹淳 [6]
- ロイ(エルシノア一家の若者) - 匠ひびき [6]
- ジョージ(エルシノア一家の若者) - 夏城令 [6]
- パティ(エリックの娘) - 月影瞳 [6]
- コーネリアス - 大伴れいか
- オズリック - 香織ゆたか
- マイラ - 九重はるか
- マリオ - 初風緑
- ルイジ - 貴月あゆむ
- トニー - 伊織直加

### 中日劇場
- ハーヴェイJr. - 安寿ミラ[5][4]
- オリヴィア - 森奈みはる[5][4]
- レオナード - 真矢みき[5][4]
- ホールデン - 愛華みれ[5][4]
- クラーク - 海峡ひろき[5][4]
- キング・ハーヴェイ - 磯野千尋[5][4]
- ベリー - 未沙のえる[5]
- グロリア - 美月亜優[5][4]
- ダイアナ - 詩乃優花[4]
- エレノア - 一原けい[5]